# Himiltrude
 (juin 2010).
Si vous disposez d'ouvrages ou d'articles de référence ou si vous connaissez des sites web de qualité traitant du thème abordé ici, merci de compléter l'article en donnant les références utiles à sa vérifiabilité et en les liant à la section « Notes et références ».
Himiltrude est une concubine ou une épouse de Charlemagne, à qui elle donna un premier fils, Pépin le Bossu et, auparavant, une fille Amaudru. Elle fut active dans le troisième tiers du VIIIe siècle.

## Biographie
On sait assez peu de choses d'Himiltrude. Paul Diacre la désigne comme femme noble. Son nom apparaît dans les livres de certains monastères d'Alémanie, ce qui pourrait être une indication sur son origine. D'autres sources font d'elle la fille d'un comte de Bourgogne et une petite-fille de Grimbert Ier, comte de Paris. Le fait que sa famille n'ait pas protesté lors de sa répudiation laisse supposer que cette noblesse est peu élevée.
Elle est la compagne de Charlemagne à l'époque où celui-ci devient roi des Francs (768), avec son frère Carloman. Elle lui aurait auparavant donné une fille, Amaudru.
Leur statut matrimonial n'est pas clairement établi. Elle peut avoir été une concubine de Charlemagne, comme l'indique Eginhard, suivi par Pierre Riché, ou une épouse de statut germanique (système de la Friedelehe), selon par exemple Dieter Hägermann (cf. bibliographie). 
Leur liaison est perturbée lorsqu'un projet de mariage est lancé entre les deux rois francs et des princesses lombardes, filles du roi Didier. Le projet semble avoir été soutenu par la mère de Charlemagne, Bertrade, plus que par ses fils. La papauté est alors adversaire des Lombards et alliée des Francs depuis Pépin le Bref ; le pape Étienne III s'oppose catégoriquement au projet : on dispose encore des lettres adressées par lui à Charlemagne, dans lesquelles il affirme que la promesse de mariage avec Himiltrude est parfaitement légitime et ne doit en aucun cas être annulée au profit de Désirée de Lombardie. Certains historiens ont interprété les paroles du pape comme signifiant qu'il considérait Himiltrude comme l'épouse de Charlemagne mais les termes qu'il a employés peuvent tout aussi bien signifier qu'il y avait simplement eu une promesse de mariage qui avait été faite. De plus, les actes de Saint Adalard de Corbie témoignent que ce saint se retira dans un monastère à la suite de l'annulation du mariage de Charlemagne et de Désirée de Lombardie pourtant jamais consommé (et dès lors annulable par l'Église), parce qu'il considérait cela comme scandaleux. Il est alors très peu probable que le même saint n'aurait pas été scandalisé de la répudiation d'Himiltrude, si celle-ci avait été  l'épouse de Charlemagne.
Il semble que malgré cela, et malgré la naissance de Pépin le Bossu en 769, Himiltrude ait été répudiée en faveur de Désirée, qui sera d'ailleurs elle-même répudiée en 771. 
Bannie, Himiltrude est envoyée pour le restant de ses jours dans un couvent où elle décède à une date non connue. Elle serait inhumée dans la nécropole sous la Collégiale Sainte-Gertrude de Nivelles (Belgique).

## Télévision
- Charlemagne, le prince à cheval, téléfilm franco-italo-germano-luxembourgeois en trois parties, réalisé par Clive Donner, et diffusé la première fois sur France 2 en 1993, avec Carole Richert dans le rôle d'Himiltrude.